# Temporada de furacões no Pacífico de 2011
A temporada de furacões no Pacífico de 2011 foi uma temporada pouco ativa e abaixo da média no ciclo anual da formação de ciclones tropicais. A temporada começou oficialmente em 15 de maio no Pacífico Leste e a 1 de junho no Pacífico central, para finalizar a 30 de novembro de 2011 em ambas zonas. Estas datas convencionais delimitam o período da cada ano em que a maior parte de ciclones tropicais se formam no oceano Pacífico. No entanto, a formação destes fenómenos é possível em qualquer momento.
O primeiro ciclone da temporada foi o furacão Adrian, um sistema de rápida intensificação e dissipação que se formou a 7 de junho em frente à costa do México. Adrian atingiu a categoria 4 na escala de Saffir-Simpson mas não provocou dano algum ao não tocar terra. Os furacões Beatriz e Calvin foram sistemas que mal atingiram a categoria de furacão e que também não tocaram terra. Em meados de julho, o furacão Dora de maior intensidade também não ameaçou a costa do México.

## Previsões
| Recorde                     | Recorde                     | Tempestades nomeadas | Furacões | Furacões maiores | Ref   |
| --------------------------- | --------------------------- | -------------------- | -------- | ---------------- | ----- |
| Média (1981-2010):          | Média (1981-2010):          | 15.6                 | 8.6      | 4.1              | [ 1 ] |
| Recorde de atividade alta:  | Recorde de atividade alta:  | 1992: 27             | 2015: 16 | 2015: 11         |       |
| Recorde de atividade baixa: | Recorde de atividade baixa: | 2010: 8              | 2010: 3  | 2003: 0          |       |
| Data                        | Fonte                       | Tempestades nomeadas | Furacões | Furacões maiores | Ref   |
| 19 de maio de 2011          | NOAA                        | 9–15                 | 5–8      | 1–3              |       |
| Área                        | Área                        | Tempestades nomeadas | Furacões | Furacões maiores | Ref   |
| Actividade actual:          | EPAC                        | 11                   | 10       | 6                |       |
| Actividade actual:          | CPAC                        | 0                    | 0        | 0                |       |
| Actividade actual:          | Actividade actual:          | 11                   | 10       | 6                |       |

A 19 de maio, o Climate Prediction Center lançou a sua perspectiva de pré-temporada. Os cientistas declararam uma probabilidade de 70% de uma temporada por abaixo do normal, um 25% de probabilidade de uma temporada quase normal e uma probabilidade de 5% de uma temporada acima do normal. Os climatólogos esperavam 9-15 tempestades nomeadas, com 5-8 tornando-se furacões, e 1-3 convertendo-se em furacões maiores. Esperava-se que a energia acumulada do ciclone fora de 45 ao 105% da média.
O previsão de atividade por abaixo da normal deveu-se a um aumento da cisalhamento do vento já uma alta expectativa de condições da neutra La Nina-Oscilação do Sul com a formação de La Nina ao longo dos meses de julho, agosto e setembro; As condições da Nina inicia da temporada.

## Resumo da temporada
O índice de Energia ciclônica acumulada (ECA) para a temporada de furacões no Pacífico de 2011, ao todo é de 120 unidades.(118 unidade no Pacífico Oriental e 1.23 unidades no Pacífico Central).
A temporada teve um começo activo com a primeira tempestade, Adrian, convertendo-se num dos ciclones tropicais ao atingir da categoria 4 em junho. Outras quatro tempestades, Dora, Eugene, Hilary e Kenneth atingiram pela categoria 4. Dora foi a tempestade mais forte do ano, atingindo o seu máximo em 155 mph (250 km/h), mal quase chega à escala da categoria 5. No mês de agosto foi aproximadamente a média em termos do número de tempestades, sendo o mais forte desse mês. No entanto, a primeira metade de setembro teve muito pouca atividade, devido ao regresso de um evento chamada La Niña.
Hilary converteu-se na segunda tempestade que se formou em setembro, se convertendo no quarto furacão da categoria 4 (e o quarto furacão maior da temporada), e se converteu no segundo furacão da categoria 4 na primeira metade de setembro, Durante as horas da tarde da 22 de setembro. Após Hilary, Jova inesperadamente converteu-se no quinto furacão da temporada durante as primeiras horas da manhã de 10 de outubro. A depressão tropical Doze-E matou 30 pessoas na América Central quando tocou terra para perto de El Salvador.
A 19 de novembro, Kenneth formou-se como uma depressão tropical e rapidamente se fortaleceu num furacão a 21 de novembro. Kenneth converteu-se no primeiro furacão maior em novembro e último furacão na bacia do Pacífico Nororiental até ser superado pelo Furacão Sandra em 2015; O último em fazê-lo foi Winnie em 1983, que só atingiu o nível de categoria 1.

## Ciclones tropicais

### Furacão Adrian
Em 3 de junho, o CNH iniciou o rastreamento de uma perturbação tropical sócia a um área de baixa pressão semiestacionária localizada em frente à costa do México. Nos dias seguintes, o sistema começou a mostrar uma crescente organização num meio favorável para o seu desenvolvimento. Na tarde de 5 de junho e com o sistema localizado ao Sul de Acapulco, se evidenciou uma circulação ciclónica definida e o CNH atribuiu um 90% de probabilidades de que a perturbação se desenvolvesse até atingir intensidade de ciclone tropical. Na manhã de 7 de junho, anunciou-se a formação da depressão tropical Um-E, primeira da temporada. Horas mais tarde, anunciava-se que o sistema se tinha intensificado, lho nomeando Adrian. Às 5:00 p. m. PDT de 8 de junho, Adrian foi designado como furacão. Como se previu, o sistema atingiu a categoria de furacão maior, isto é a categoria 3 na escala de Saffir-Simpson (EHSS) no dia quinta-feira 9. No seguinte dia, o furacão intensificou os seus ventos e atingiu a categoria 4 na EHSS. Adrian atingiu um pico de intensidade na madrugada da 10 de junho mas manteve-se longe da costa mexicana. Mas o ciclone começou um debilitamento progressivo ao ingressar em águas mais frias na tarde desse mesmo dia e na manhã da 11 de junho tinha intensidade de tempestade tropical. O ciclone continuou num rápido processo de debilitamento à medida que era afectado pela cisalhamento vertical do vento e por temperaturas superficiais do mar menores aos 26.5°Celsius. A 12 de junho, o CNH emitiu o último aviso sobre Adrian, ao ter perdido este as suas características tropicais.
Veja-se:
- O arquivo de avisos do Centro Nacional de Furacões dos Estados Unidos sobre o furacão Adrian. (em inglês)

### Furacão Beatriz
Em 19 de junho, as imagens de satélite indicaram que um centro de baixa pressão que se vinha monitorando em frente à costa do México, tinha adquirido suficiente intensidade como para se classificar como segunda depressão da temporada. Na manaña desse dia, o CNH emitiu avisos de tempestade tropical e vigilância de furacão para sectores da costa dos estados de Guerreiro e Michoacán. a 20 de junho a depressão intensificou-se e foi nomeada Beatriz e para a noite do mesmo dia, converteu-se no segundo furacão da temporada. Ao dia seguinte, Beatriz rozó a costa do México e depois dissipou-se rapidamente. Atribuiu-se à tempestade a morte de três pessoas e o desaparecimento de outra.
Veja-se:
- O arquivo de avisos do Centro Nacional de Furacões dos Estados Unidos sobre o Furacão Beatriz. (em inglês)

### Furacão Calvin
Em 5 de julho, um área de tempestades formou-se ao Sul do golfo de Tehuantepec associado a um área de baixa pressão. O sistema organizou-se lentamente e o CNH designou-o como a terceira depressão tropical da temporada a 7 de julho. Essa mesma noite, a depressão intensificou-se e nomeou-lha tempestade tropical Calvin. Calvin atingiu intensidade de furacão de categoria 1 a 8 de julho mas dissipou-se rapidamente ao dia seguinte devido seu trânsito sobre águas frias ao Sul da península da Califórnia.
Veja-se:
- O arquivo de avisos do Centro Nacional de Furacões dos Estados Unidos sobre o furacão Calvin. (em inglês)

### Furacão Dora
Em 16 de julho, um área de baixa pressão deslocou-se desde Costa Rica para o Pacífico, ainda que no meio de condições de forte cisalhamento, desfavorável para seu posterior desenvolvimento. Ao dia seguinte as condições começaram a melhorar e a 18 de julho o sistema rapidamente organizou-se sobre águas adjacentes a Guatemala. O CNH começou a emitir avisos pela Depressão tropical Quatro-E, que rapidamente se intensificou e foi nomeada Dora enquanto se localizava a 425 km de San Salvador. Na noite da 19 de junho, Dora adquiriu intensidade de furacão a 390 km ao Sul de Acapulco e ao dia seguinte convertia-se em furacão maior de categoria 3 na EHSS. Mas é a 21 de julho que o furacão atinge seu pico de intensidade máxima com ventos de 250 km/h e rajádas de 305 km/h, ou 135 kn e 165 kn respectivamente, rozando a categoria 5 e respectivamente passando à categoria 5 (Se não crês em isto consulta a Escala de Furacões de Saffir-Simpson). Imediatamente o sistema começou um rápido debilitamento, e a 23 de julho Dora era novamente uma tempestade tropical ao ter encontrado cisalhamento e estar sobre águas mais frias. Dora dissipou-se a 24 de julho.
Veja-se:
- O arquivo de avisos do Centro Nacional de Furacões dos Estados Unidos sobre o Furacão Dora. (em inglês)

### Furacão Eugene
Em 31 de julho, uma onda tropical deu origem à depressão tropical Cinco-E a uns 600 km ao Sul de Acapulco. Só umas poucas horas mais tarde, a depressão se tinha intensificado e transformado na tempestade tropical Eugene. Eugene começou um processo de fortalecimento até atingir intensidade de furacão, e a 2 de agosto converteu-se em furacão maior. A trajectória de Eugene não o acercou a terra. O sistema atingiu brevemente a categoria 4 e depois debilitou-se sumamente rápido.
Veja-se:
- O arquivo de avisos do Centro Nacional de Furacões dos Estados Unidos sobre o Furacão Eugene. (em inglês)

### Tempestade tropical Fernanda
Em meados de agosto, um sistema de baixa pressão localizado para perto de a zona de convergência intertropical, a metade de caminho entre o extremo austral da península da Baixa Califórnia e as ilhas de Havaí, produzia uma área compacta de convecção profunda. O sistema via-se afectado por cisalhamento vertical desde o Leste, mas a 15 de agosto, a irrupcção de cisalhamento cessou e o sistema organizou-se o suficiente como para ser designado como a sexta depressão tropical da temporada, enquanto se localizava a mais de 2.600 km de terra firme, ao Oeste do meridiano 132°. Na manhã do dia seguinte, a depressão começou a intensificar-se até converter na tempestade tropical Fernanda, sexto sistema nomeado da temporada. Fernanda continuou sua trajectória para o Oeste e para a hora 12:00 a. m. UTC da 18 de agosto cruzou o meridiano 140.º, entrando no área de responsabilidade do Centro de Furacões do Pacífico Central, de Honolulu, Havaí.
Veja-se:
- O arquivo de avisos do Centro Nacional de Furacões dos Estados Unidos sobre a Tempestade tropical Fernanda. (em inglês)
- O arquivo de avisos do Centro Furacões do Pacífico Central dos Estados Unidos sobre a Tempestade tropical Fernanda. (em inglês)

### Furacão Greg
Em 16 de agosto, um área de baixa pressão que vinha mostrando uma crescente organização se transformou na Depressão tropical Sete-E a uns 345 km ao Sul de Acapulco, México. Só doze horas mais tarde, foi elevada ao grau de tempestade tropical e lha baptizou Greg, sétimo sistema tropical da temporada. Greg atingiu força de furacão a 17 de agosto e seu pico máximo de intensidade ao dia seguinte enquanto atravessava o arquipélago de Revillagigedo, passando entre as ilhas Clarion e Socorro, onde uma estação meteorológica automática registou ventos de 61 km/h, com uma rajada de 86 km/h. O seu trânsito sobre águas oceánicas mais frias começou a debilitá-lo horas mais tarde. Greg deslocou-se sobre águas mais frias, onde começou a se debilitar até sua à dissipação a 21 de agosto.
Veja-se
- O arquivo de avisos do Centro Nacional de Furacões dos Estados Unidos sobre o Furacão Greg. (em inglês)

### Depressão tropical Oito-E
Em 29 de agosto, um área de baixa pressão formou-se, junto à costa do sul do México. Durante os próximos dias, o sistema rapidamente organizada, à medida que avançava lentamente para o sul do México. Oito-E cedo tocou terra no sudoeste do México, e transladou-se ao norte, para o noroeste, já que rapidamente debilitou-se. Oito-E dissipou-se de um remanescente de várias horas baixas depois, a princípios da 1 de setembro. No entanto, os remanescentes da Depressão tropical Oito-E sobrevivido, e que à medida que começou a mover para o oeste, os restos de impacto no ocidente do México. Durante a tarde de um de setembro, O remanescente de Oito-E afastou-se da costa ocidental do Sudoeste do México. Durante o dia seguinte, O remanescente fortaleceu-se ligeiramente em intensidade, à medida que avançava noroeste, para a península da Baixa Califórnia. Mas na noite de 2 de setembro, o Remanescente da Depressão tropical Oito-E disparou-se completamente, justo ao sudoeste da Baixa Califórnia.

### Furacão Hilary
Em 18 de setembro, uma ampla zona de baixa pressão associado com um mínimo de atividade de tempestade elétrica começou a mostrar sinais de organização, quando se encontrava a vários centos de quilómetros ao sul-sudeste do Golfo de Tehuantepec
Para o oeste e oeste-noroeste, a perturbação ganhou bastante organização temporã a 21 de setembro para ser declarado como um ciclone tropical, o nono da temporada. Permanente de organizar, a depressão intensificou-se numa tempestade tropical horas depois. a 22 de setembro, os meteorólogos declararam a Hilary como um furacão de categoria um na Escala de furacões de Saffir-Simpson, se convertendo no sétimo da temporada. a 22 de setembro, rapidamente Hilary fortaleceu-se num pequeno furacão de categoria 4, com um olho bem definido e convecção profunda.
Às 00:00 UTC 23 de setembro, Hilary actualizou-se num grande furacão, o quarto da temporada. Continuou fortalecendo-se rapidamente, Hilary converteu-se num furacão de categoria 4 só umas horas mais tarde após converter na categoria 3, e atingiu uma intensidade máxima de 145 mph (235 km / h) às 0600 UTC da 23 de setembro (23:00 AST 22 de setembro) . No entanto, a tempestade começou a entrar em águas mais frías.el 24 de setembro, Hilary começou a debilitar-se. O furacão debilitou-se de novo à categoria 3 de furacão nas primeiras a 25 de setembro, mas foi aumentado mais adiante brevemente à categoria 4 de novo à tarde seguinte.
Várias horas mais tarde, a tempestade foi uma vez mais degradado a um furacão de categoria 3, e durante a tarde da 27 de setembro de Hilary foi baixado ainda mais, num furacão de categoria 2. Cedo à manhã seguinte, Hilary debilitou-se a furacão de categoria 1, e debilitou-se a tempestade tropical a 28 de setembro.
Perdendo muita de sua convecção a 30 de setembro, o Centro Nacional de Furacões assinalou que Hilary tinha debilitado a depressão tropical. Várias horas mais tarde, após sofrer não convecção profunda sobre seu centro, Hilary foi declarado remanescente de baixa, que se encontrou a várias centenas de milhas de distância de terra. No entanto, durante os próximos dias, os restos de Hilary continuaram movendo para o noroeste, como um vórtice de menor convecção. Pela tarde da 2 de outubro, o redemoinho de menor convecção tinha-se dissipado na Baixa Califórnia

### Furacão Jova
Durante as horas da tarde da 3 de outubro de 2011, um área de chubascos e tempestades elétricas tinha-se afastado da costa colombiana. Movendo-se lentamente para o oeste, a área de clima perturbado começou a ganhar mais convecção, e ao dia seguinte, o Centro Nacional de Furacões (CNH) começou a monitorar a perturbação. Em decorrência do dia seguinte, o área de baixa pressão definiu-se melhor e a convecção sócia com a baixa fez-se mais consolidada. Portanto, o Centro Nacional de Furacões melhorou suas possibilidades de que o baixo se converta num ciclone tropical ao 50%. Em condições favoráveis, a área de tempo perturbado continuou a organizar-se rapidamente, e tarde a 5 de outubro, o Centro Nacional de Furacões começou a emitir avisos sobre a depressão tropical Dez-E, que se encontra 625 milhas (1,005 quilómetros) ao sul de Manzanillo, Colima, México. Incorporada num meio favorável para um maior fortalecimento, a depressão organizou-se lentamente, e converteu-se numa tempestade tropical às 21:00 UTC da 6 de outubro, enquanto movia-se para o noroeste em resposta a uma cordillera subtropical debilitada. A cisalhamento moderada afectou a Jova ao longo do dia a 7 de outubro, quando a circulação de baixo nível se localizou principalmente justo ao norte do área de convecção profunda. No entanto, o cisalhamento diminuiu a 8 de outubro, e posteriormente, Jova actualizou-se a um furacão de categoria 1 na escala de furacões de Saffir-Simpson durante as horas da tarde da 8 de outubro enquanto deslocava-se para o leste-nordeste. a 9 de outubro, a tempestade actualizou-se a um furacão de categoria 2 com uma evidente característica ocular evidente. Ao dia seguinte, Jova começou uma rodada de intensificação rápida e converteu-se num furacão importante, com ventos máximos sustentados de 120 milhas por hora (190 km/h). Avançando para o este, Jova atingiu seu ponto máximo como um forte furacão categoria 3 com ventos sustentados de 125 mph (205 km/h) e uma pressão de 955 mbar (28.2 inHg), justo por abaixo da intensidade de furacão categoria 4. Jova tocou terra como um furacão de categoria 2 com ventos sustentados de 100 mph (155 km/h) e uma pressão de 975 mbar (28.8 inHg) em La Huerta, Jalisco a 12 de outubro de 2011, e se debilitou rapidamente em México. Pouco depois de tocar terra, Jova dissipou-se rapidamente a um mínimo remanescente, a princípios da 13 de outubro.
Nove pessoas foram mortas pela tempestade, e seis pessoas resultaram feridas. Uma mulher de 71 anos afogou-se em Colima após que uma forte corrente arrastasse o automóvel no que viajavam ela e seu filho. No vizinho estado de Jalisco, o furacão Jova provocou um deslizamento de terra na cidade de Cihuatlán, justo terra adentro desde a costa, que varreu uma casa e finalmente matou a uma mulher de 21 anos e a sua filha. As inundações arrasaram uma ponte e destruíram trechos de estradas que saem de Manzanillo. Vários caminhos foram danificados pela tempestade e os deslizamentos de terra e inundações bloquearam três estradas principais que ligam cidades nos estados de Jalisco e Colima. Os cortes de energia que resultaram devido a Jova afectaram a 107,000 clientes de eletricidade.
Em todo Jalisco, as perdas de Jova chegaram a 1.3 milhões de pesos ($96,1 milhões de dólares) e aproximadamente 46.280 pessoas se viram afectadas. Em Colima, as perdas preliminares para a indústria do turismo estimaram-se em 170 milhões de pesos ($12,7 milhões de dólares). O dano infrastructural pela tempestade em Colima atingiu 1.283 milhões de pesos ($94.87 milhões de dólares).

### Furacão Irwin
A origem do furacão Irwin pôde ser rastreado até uma zona de chuvas e tempestades elétricas sócias com um área de baixa pressão que se desenvolveu a vários de centos de quilómetros ao sul do México. Para o oeste e oeste-noroeste, a pressão baixa rapidamente ganhou-se a organização, e durante as horas da madrugada da 6 de outubro, o Centro Nacional de Furacões começou a emitir advertências sobre a depressão tropical recém formada Onze-E. Mais tarde, a 6 de outubro, a depressão tropical Onze-E fortaleceu-se à tempestade tropical Irwin, e converteu-se num furacão ao dia seguinte. Ao dia seguinte debilitou-se a tempestade tropical. A diferença da maioria dos ciclones tropicais que se formam no oceano Pacífico oriental, a pista de Irwin foi muito incomum. O sistema que num princípio começou a mover para o oeste, para o norte, depois para o este e outra vez ao sul de novo, e ao leste até disipación, a 17 de outubro se manteve como um remanescente de baixa. Ademais, entre o 11 e 14, Irwin debilitou-se a depressão torpical na Escala de furacões de Saffir-Simpson duas vezes e outra vez voltou a fortalecer-se de novo a uma tempestade tropical antes de que finalmente se debilitasse a depressão tropical a 15 de outubro. A depressão moveu-se de novo ao oeste e dissipou-se numa baixa remanescente nas últimas horas da 16 de outubro. No entanto, os remanescentes da tempestade tropical Irwin continuaram movendo para o oeste, em general, até que se dissipou por completo, a 17 de outubro.

### Depressão tropical Doze-E
A depressão tropical Doze-E se formou na madrugada da 7 de outubro, num área de atmosfera perturbada a uns poucos centos de quilómetros ao sul da costa do México. A perturbação converteu-se rapidamente num evento atmosférico mais organizado e dois dias depois, o Centro Nacional de Furacões (NHC) assinalou que era provável que a área de baixa pressão se ia converter numa depressão tropical. No entanto, a atividade tormentosa diminuiu muito ao redor do centro da circulação, com os poucos chubascos que ficavam se deslocando para o este devido ao alto nível de cisalhamento do vento. a 12 de outubro, o sistema foi finalmente declarado uma depressão tropical. Apesar de que a depressão estava inicialmente previsto de atingir brevemente o estado de uma tempestade tropical, isto não ocorreu, sina que seguiu sendo um sistema parecido a um monzón, com os ventos mais fortes afastados do centro. Pouco depois, a depressão antingiu em terra firme entre Salina Cruz e Arriaga. A profunda convecção diminuiu após tocar terra, e dissipou-se dentro de 24 horas após sua formação.
Nos primeiros 24 horas registou-se uma precipitação a mais de 305 mm em Guatemala. Ocorreram inundações e vários deslizamentos de terras que causaram graves danos a casas, estradas, e pontes. A profusa chuva resultou o desbordamento de vários rios, exacerbando as inundações. A depressão tropical afectou a pelo menos 81 dos 333 municípios do país. As autoridades confirmaram a morte de ao menos vinte e três pessoas, e teve mais de 30.000 vítimas da tempestade no país. De acordo com relatórios preliminares, as chuvas torrenciais causaram grandes danos de infra-estrutura e o colapso de seis pontes em Nicarágua. Vários mastros elétricos e de telefone foram derrubados, interrompendo os serviços aos clientes. Incidentes relacionados com a tempestade causaram a morte de ao menos cinco pessoas e afectaram a ao redor de 3000 pessoas. Um impacto similar foi reportado para El Salvador, onde se registou uma precipitação a mais de 400 mm em várias localidades. Ante o risco de inundações, até 4300 habitantes procuraram refúgio em escolas, igrejas e centros públicos. O total de evacuados até momento é de 48.738. Na zona onde mais evacuados se reportam é na zona do Baixo Lempa. Ao menos 21 rios desbordaron devido às chuvas, enquanto numerosos deslizamentos de terra causaram danos às estradas. Também se produziram graves danos aos cultivos, sobretudo nos cultivos de café, feijões, milho, e bananas. Oficialmente confirmaram-se 32 mortes por estas chuvas que deixaram acumulados históricos a mais de 1200 mm em algumas zonas . Segundo registos de SNET a chuva acumulada máxima da DT12E de 1514 mm superou a de 860 mm do Furacão Mitch, pelo que este evento rompeu recorde. Em Honduras pelo menos 100 pessoas morreram e milhares tiveram que ser evacuados. Em Costa Rica, deslizamentos de terra e inundações causaram danos a propriedades e estradas, mas não teve vítimas mortais. Os máximos acumulados de chuva em Costa Rica sucedeu na estação A Pérola com 1005mm.

### Furacão Kenneth
A princípios da 16 de novembro, um área de tempo perturbado formou-se a vários de centos de quilómetros ao sul da costa sul do Guatemala. Para os próximos 3 dias, a perturbação transladou-se para o oeste, já que pouco a pouco organizada, mostrando rajádas intermitentes de atividade de tempestades intensas. a 19 de novembro, a perturbação tinha ganhado suficiente organização para ser declarada como uma depressão tropical, a décimo terceira da temporada. Ao dia seguinte, a depressão continuou intensificando-se, e passou a ser uma tempestade tropical, recebendo o nome de Kenneth. O fortalecimento rápido observou-se a 21 de novembro, e Kenneth passou a ser um furacão de categoria 1. Mais tarde essa noite, o furacão converteu-se num furacão de categoria 2 com ventos de 105 mph sustentados. À manhã seguinte, Kenneth fortaleceu-se para converter-se num forte da categoria 3 com ventos sustentados de 125 mph. A rápida intensificação continuou e a tempestade passou a ser um furacão de categoria 4 com ventos sustentados de 145 quilómetros por hora, mal umas horas mais tarde, Kenneth atingiu sua intensidade. Esta rápida intensificação foi poucos dias antes da final da temporada. No entanto, a rara intensificação e espantosos de Kenneth foi de curta duração, de imediato transladou-se Kenneth num ambiente de águas mais frias e mais forte cisalhamento do vento, e Kenneth começou a deteriorar-se rapidamente. Mal 24 horas após que Kenneth atingisse sua força máxima, caiu por abaixo da força de furacão e se pierdió a maior parte de sua convecção central. Depois Kenneth debilitou a um ritmo mais lento, mas a 25 de novembro, Kenneth tinha-se debilitado a depressão tropical, perdendo quase toda ela sua convecção. A princípios da 25 de novembro, Kenneth debilitou-se a uma baixa remanescente, com nula circulación.pero nos próximos dois dias, o remanescente do furacão Kenneth continuou movendo para o noroeste rapidamente, como um vórtice menor convecção.en a tarde a 27 de novembro, o remanescente de Kenneth foi absorvida por uma grande tempestade ao oeste, ao sudeste de Hawái, como Kenneth se estrelló contra a tempestade estacionária.

## Lista de nomes de ciclones tropicais
| - Adrian - Beatriz - Calvin - Dora - Eugene - Fernanda - Greg - Hilary | - Irwin - Jova - Kenneth - Lidia (sem usar) - Max (sem usar) - Norma (sem usar) - Otis (sem usar) - Pilar (sem usar) | - Ramón (sem usar) - Selma (sem usar) - Todd (sem usar) - Verónica (sem usar) - Wiley (sem usar) - Xina (sem usar) - York (sem usar) - Zelda (sem usar) |
| Oceano Pacífico central                                                | | |
| - Pewa (sem usar) - Unala (sem usar)                                   | - Wali (sem usar) - Ana (sem usar)                                                                                   | - Ela (sem usar) - Halola (sem usar) |

|}
Os ciclones tropicais são fenómenos que podem durar desde umas quantas horas até um par de semanas ou mais. Por isso, pode ter mais de um ciclone tropical ao mesmo tempo e numa mesma região. Os prognosticadores meteorológicos atribuem à cada ciclone tropical um nome de uma lista predeterminada, para identificá-lo mais facilmente sem confundí-lo com outros. A Organização Meteorológica Mundial (OMM) tem designado centros meteorológicos regionais especializados a efeitos de monitorar e nomear os ciclones.
Os seguintes nomes serão usados para os ciclones tropicais que se formem no oceano Pacífico este e central em 2011. Os nomes não usados estão marcados com cinza, e os nomes em negrito são das tempestades formadas. Os nomes retirados, em caso, serão anunciados pela Organização Meteorológica Mundial na primavera de 2012. Esta lista voltará a usar na ano do 2017.

## Energia ciclônica acumulada (ACE)
A Energia ciclônica acumulada (ACE, pela suas siglas em inglês) é uma medida da energia do furacão multiplicado pela longitude do tempo em que existiu; as tempestades de longa duração, bem como furacões particularmente fortes, têm ACE alto. O ACE calcula-se somente a sistemas tropicais que excedem os 34 nós (39 mph, 63 km/h), ou seja, força de tempestade tropical.
| ACE (104kt²) (Fonte) — Ciclone tropical: | ACE (104kt²) (Fonte) — Ciclone tropical: | ACE (104kt²) (Fonte) — Ciclone tropical: | ACE (104kt²) (Fonte) — Ciclone tropical: | ACE (104kt²) (Fonte) — Ciclone tropical: | ACE (104kt²) (Fonte) — Ciclone tropical: | ACE (104kt²) (Fonte) — Ciclone tropical: | ACE (104kt²) (Fonte) — Ciclone tropical: | ACE (104kt²) (Fonte) — Ciclone tropical: | ACE (104kt²) (Fonte) — Ciclone tropical: | ACE (104kt²) (Fonte) — Ciclone tropical: | ACE (104kt²) (Fonte) — Ciclone tropical: | ACE (104kt²) (Fonte) — Ciclone tropical: | ACE (104kt²) (Fonte) — Ciclone tropical: |
| ---------------------------------------- | ---------------------------------------- | ---------------------------------------- | ---------------------------------------- | ---------------------------------------- | ---------------------------------------- | ---------------------------------------- | ---------------------------------------- | ---------------------------------------- | ---------------------------------------- | ---------------------------------------- | ---------------------------------------- | ---------------------------------------- | ---------------------------------------- |
| 1                                        | 31.3 (0)                                 | Hilary                                   | 2                                        | 14.7 (0)                                 | Eugene                                   |                                          |                                          |                                          |                                          |                                          |                                          |                                          |                                          |
| 3                                        | 14.7 (0)                                 | Dora                                     | 4                                        | 14.3 (0)                                 | Jova                                     |                                          |                                          |                                          |                                          |                                          |                                          |                                          |                                          |
| 5                                        | 12.2 (0)                                 | Adrian                                   | 6                                        | 11.1 (0)                                 | Kenneth                                  |                                          |                                          |                                          |                                          |                                          |                                          |                                          |                                          |
| 7                                        | 8.04 (0)                                 | Irwin                                    | 8                                        | 4.43 (0)                                 | Greg                                     |                                          |                                          |                                          |                                          |                                          |                                          |                                          |                                          |
| 9                                        | 3.00 (0)                                 | Beatriz                                  | 10                                       | 1.73 (1.23)                              | Fernanda                                 |                                          |                                          |                                          |                                          |                                          |                                          |                                          |                                          |
| 11                                       | 2.43 (0)                                 | Calvin                                   | 12                                       |                                          |                                          |                                          |                                          |                                          |                                          |                                          |                                          |                                          |                                          |
| Total: 118 (1.23)                        |                                          |                                          |                                          |                                          |                                          |                                          |                                          |                                          |                                          |                                          |                                          |                                          |                                          |